# Riserva naturale di Jebel Samhan
La riserva naturale di Jebel Samhan è un'area protetta del Dhofar (Oman). Ricopre una superficie di 4500 km² e non ospita una popolazione umana permanente. Costituisce uno degli ultimi rifugi del leopardo dell'Arabia.

## Fauna
Oltre al leopardo d'Arabia la riserva ospita anche alcune tra le sue prede più importanti, come la gazzella d'Arabia, lo stambecco della Nubia, la lepre del Capo, l'irace del Capo, l'istrice indiano, il riccio del deserto e alcune specie di uccelli. Occasionalmente questo predatore cattura anche qualche capo di bestiame domestico. Tra gli altri predatori presenti nella riserva vi sono il caracal, la iena striata e il lupo d'Arabia.